# Fidentia Rangers Football Club
Maillots
Le Fidentia Rangers Football Club est un club de football sud-africain basé au Cap.
Fidentia est une entreprise de services financiers.

## Histoire
Fondé en 1928, à Durban, par des membres de la communauté indienne de la ville, sous le nom de Manning Rangers Football Club, il est passé professionnel dans les années 1960 dans la South African Soccer League.
En 1985 Manning Rangers a quitté son quartier de Currie's Fountain pour Chatsworth, où il est devenu Chatsworth Rangers. Redevenu Manning Rangers en 1992, le club a remporté le premier championnat professionnel de la PSL en 1996-97 avant que la franchise soit rachetée et déplacée au Cap pour la saison 2006-07.
Le club évolue actuellement dans la Mvela Golden League, la deuxième division professionnelle.

## Palmarès
- Championnat d'Afrique du Sud
  - Champion : 1997

- Coupe d'Afrique du Sud
  - Finaliste : 2004